# Maggi
Maggi je tradiční tekuté ochucovadlo vyvinuté Juliem Maggi a uvedené na trh roku 1886. Vyznačuje se typickou chutí a vůní. 

## Historie
Tekuté ochucovadlo značky Maggi vyvinul v roce 1886 Julius Maggi, švýcarský podnikatel italského původu. V českých zemích bylo v prodeji minimálně od roku 1891. Začalo být známé v prvním desetiletí 20. století a rychle se stalo velice populárním.
Julius Maggi byl také vynálezcem instantních polévek a spoluvynálezcem dehydrovaného bujónu. V meziválečném Československu byla jeho největším konkurentem pražská firma Graf. V rámci poválečného znárodnění soukromých podniků byly oba bývalé konkurenční podniky sloučeny do národního podniku Vitana, který pak pod novou značkou vyráběl „vlastní“ instantní polévky, založené ovšem na bázi výrobků Maggi.

## Použití a složení
Používá se především k dochucení polévek, omáček a salátů. Svým charakterem je podobné sójové omáčce. Původní přípravek rovněž obsahoval sójové boby, ale po změně receptury došlo k jejich vypuštění.
Maggi vyrobené podle stávající receptury obsahuje vodu, sůl, pšeničný lepek, méně než 2 % pšeničných otrub, cukr, ocet, umělou příchuť, inosinan sodný (E631), guanylan sodný (E627), dextrózu a karamelové barvivo. Jedna dávka (čajová lžička) obsahuje 400 mg soli, což odpovídá 17 % denní dávky sodíku. V současné době vyrábí toto koření koncern Nestlé.